# Râul Onive
Râul Onive este un râu în estul Madagascarului. Curge din masivul Ankaratra și este cel mai mare afluent al râului Mangoro.

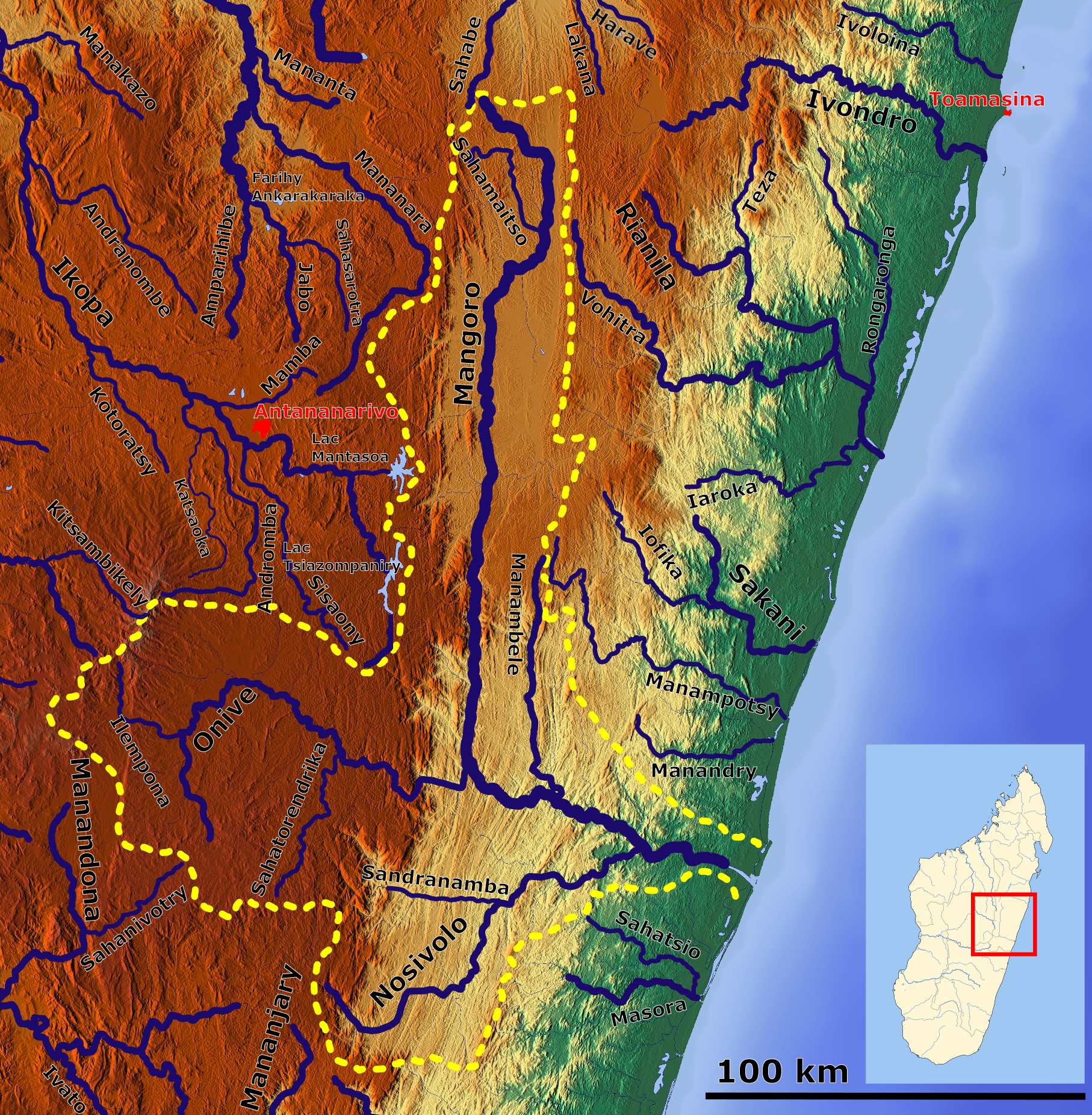
Bazinul râului Onive

Cascade notabile, cu o cădere verticală de 30m, sunt situate la sud-vest de satul Tsinjoarivo.

## Hidrometrie
Debitul râului Onive a fost măsurat la stația hidrologică Tsinjoarivo la aproximativ două treimi din suprafața de captare, în medie pe parcursul anilor 1962-1980 (în m³/s).
|  | Graficele sunt indisponibile din cauza unor probleme tehnice. Mai multe informații se găsesc la Phabricator și la wiki-ul MediaWiki. |